# بریو، اندر
بریو، اندر (به فرانسوی: Brives) یک کمون در فرانسه است که در اندر واقع شده‌است. بریو ۱۹٫۶۱ کیلومتر مربع مساحت و ۲۷۵ نفر جمعیت دارد و ۱۴۵ متر بالاتر از سطح دریا واقع شده‌است.